# Аристи Собрино, Сесилия
Сеси́лия Ари́сти Собри́но (исп. Cecilia Arizti Sobrino; 28 октября 1856, Гавана — 30 июня 1930, там же) — кубинская пианистка и композитор. Дочь пианиста и музыкального педагога Фернандо Аристи.
Училась музыке у своего отца и у его ученика Николаса Руиса Эспадеро. Выступала в салонах Гаваны, в 1896 г. гастролировала в США.
Фортепианные сочинения Аристи Собрино следуют романтическим образцам от Шопена до Шумана. Они издавались различными музыкальными издательствами, в частности, ведущим нью-йоркским издательством Schirmer. Событием в истории кубинской академической музыки стала премьера в 1893 г. фортепианного трио Аристи Собрино, в которой наряду с автором участвовали скрипач Рафаэль Диас Альбертини и виолончелист Рафаэль Ортега; исключительно высокую оценку этому сочинению дал крупнейший кубинский композитор этого времени Игнасио Сервантес.